# Aleksandr Sokolov
Aleksandr Sergueïevitch Sokolov (en russe : Алекса́ндр Сергеевич Соколов) est un joueur russe de volley-ball né le 1er mars 1982 à Kolomna (oblast de Moscou, alors en URSS). Il mesure 1,93 m et joue libero. Il totalise 42 sélections en équipe de Russie.

## Biographie
Il est récipiendaire de l'Ordre de l'Amitié depuis le 13 août 2012.

## Clubs
| Club                   | De        | À         |
| ---------------------- | --------- | --------- |
| S. Saint-Pétersbourg   | 1998-1999 | 1999-2000 |
| Iaroslavitch Iaroslavl | 2000-2001 | 2008-2009 |
| Fakel Novy Ourengoï    | 2009-2010 | 2012-2013 |
| Iaroslavitch Iaroslavl | 2013-2014 | ...       |

## Palmarès
- Jeux olympiques (1)
  - Vainqueur : 2012
- Ligue mondiale (1)
  - Vainqueur : 2011
- Coupe du monde (1)
  - Vainqueur : 2011
- Championnat du monde des moins de 21 ans (1)
  - Vainqueur : 2001
- Championnat du monde des moins de 19 ans (1)
  - Vainqueur : 1999